# Marignier
Marignier este o comună în departamentul Haute-Savoie din sud-estul Franței. În 2009 avea o populație de 6.148 de locuitori.

## Evoluția populației
| An        | 1975  | 1982  | 1990  | 1999  | 2006  | 2009  |
| --------- | ----- | ----- | ----- | ----- | ----- | ----- |
| Populație | 3.451 | 3.679 | 4.322 | 5.323 | 6.050 | 6.148 |